# 汉诺威城铁

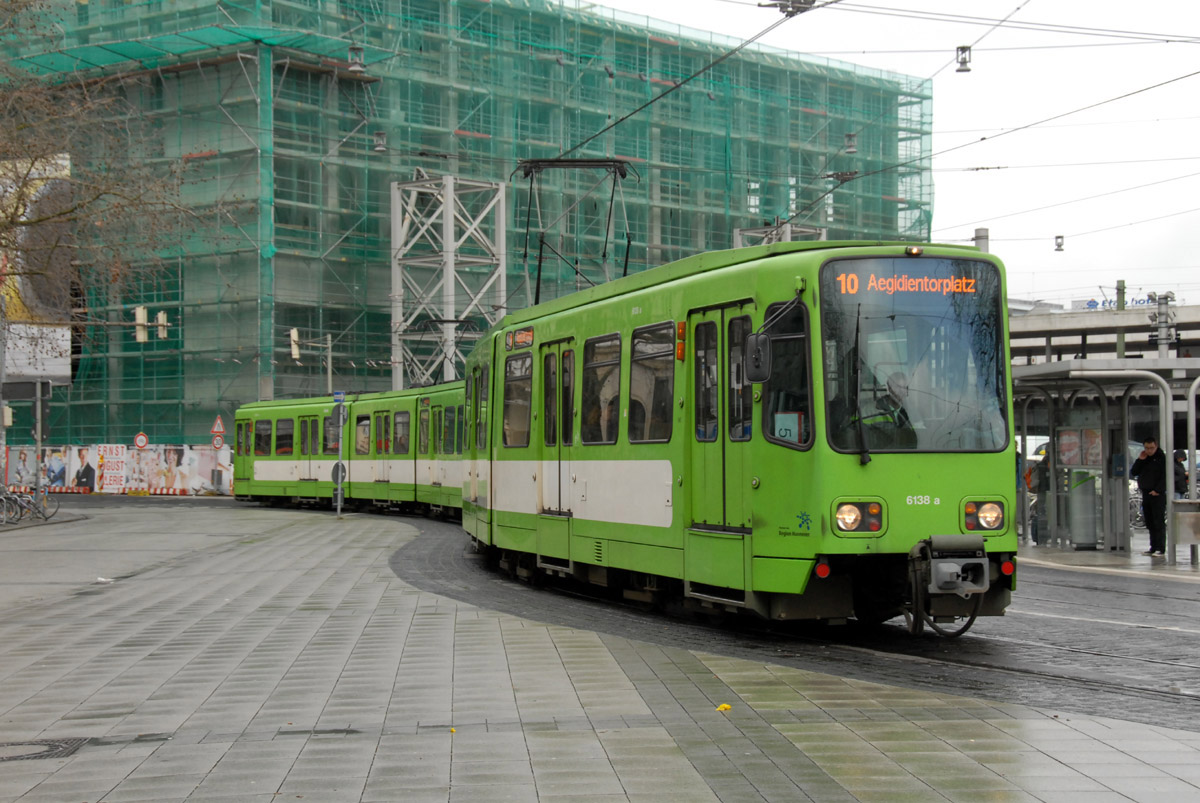

漢諾威城鐵（德語：Stadtbahn Hannover）是德國城市漢諾威的輕軌系統，共有15個路線。漢諾威在19世紀末期就已經擁有路面電車系統。二戰之後，漢諾威的軌道交通需求進一步增強。1965年，漢諾威市議會通過決定擴大路面電車系統，並在1976年通車。現在漢諾威地鐵共有15條路線。